# Kengalagutti, Bijapur
Kengalagutti là một làng thuộc tehsil Bijapur, huyện Bijapur, bang Karnataka, Ấn Độ.